# Димос, Джордж
Джордж Ди́мос (англ. George Demos; род. 1976, Нью-Йорк, США) — американский юрист и государственный служащий, прокурор Комиссии по ценным бумагам и биржам. Греческий лоббист и активный деятель греческой общины США, в частности сыгравший ключевую роль (наряду с Деннисом Милом, Джорджем Цунисом и др.) в принятии решения о восстановлении Свято-Никольского греческого православного национального храма-памятника при Всемирном Торговом Центре.
Член благотворительного фонда «Leadership 100», предоставляющего финансовую поддержку институтам Греческой православной архиепископии Америки для продвижения греческого православия и эллинизма в США (фонд был создан в 1984 году под эгидой архиепископа Иакова). Член Американо-греческого института и Ордена святого апостола Андрея (архонт номофилакс Вселенского Патриархата, 2019).

## Биография
Родился в греческой семье. Его отец был адвокатом и занимался частной юридической практикой, а мать работала учительницей в государственной школе.
Окончил Колумбийский университет со степенью бакалавра политологии и Фордемскую школу права со степенью доктора права.

### Карьера
В 2002—2009 годах — прокурор Комиссии по ценным бумагам и биржам (SEC).
В 2010 году принимал участие в праймериз Республиканской партии по выборам в Палату представителей США. Одним из его конкурентов был Кристофер Никсон-Кокс, внук бывшего президента США Ричарда Никсона и будущий зять бизнесмена и нефтяного магната Джона Кациматидиса. Последний поднял этические вопросы относительно непристойного поведения Димоса в период его работы в SEC, затронув также тему соответствующей дисциплинарной жалобы. Димос представил письмо, свидетельствовавшее о том, что жалоба была разрешена.
В августе 2010 года выступил против предлагаемого строительства исламского общественного центра Парк51 в точке «Ground Zero» (центр крушения башен-близнецов Всемирного торгового центра в теракте 11 сентября 2001 года). Димос заявил, что Свято-Никольский греческий православный храм, являющийся единственным религиозным сооружением, уничтоженным во время теракта, должен быть восстановлен прежде, чем продвинется вперёд вопрос о строительстве на данной территории исламского общественного центра, и призвал к проведению расследования относительно финансирования этого центра. Кроме того, Димос призвал губернатора Нью-Йорка Эндрю Куомо уволить с занимаемой должности директора портового управления Нью-Йорка и Нью-Джерси Кристофера Уорда за то, что последний препятствовал строительству церкви. Радиоведущий и консервативный политический обозреватель Раш Лимбо назвал Димоса единственным консервативным кандидатом в предвыборной гонке.
В прошедшем в сентябре 2010 года праймериз Димос набрал 30 % голосов против 45 % Рэнди Альтшулера и 24 % Кристофера Кокса.
В августе 2012 года объявил о своём участии в выборах в Палату представителей, однако уже в мае отказался от участия в праймериз, сославшись на предстоящую свадьбу.
В октябре 2013 года сообщил о том, что будет добиваться выдвижения своей кандидатуры в Палату представителей против действующего конгрессмена-демократа Тима Бишопа. Получил поддержку от бывшего мэра Нью-Йорка Руди Джулиани и бывшего губернатора Нью-Йорка Джорджа Патаки. В июне 2014 года уступил в праймериз члену Сената штата Нью-Йорк Ли Зелдину, в итоге одержавшему победу в выборах в Палату представителей.

## Личная жизнь
Приходится зятем Анджело Цакопулосу, крупному донору Демократической партии США и владельцу компании-торговца недвижимостью «AKT Development».
С супругой Хрисой Цакопулос проживает в Стоуни-Бруке. Пара имеет сына Анджело.
Прихожанин греческой православной церкви.